# Batik Air
Batik Air – indonezyjska linia lotnicza z siedzibą w Dżakarcie. Została założona w 10 czerwca 2012, a działalność rozpoczęła 3 maja 2013.
Agencja ratingowa Skytrax przyznała linii trzy gwiazdki.

## Flota
Według stanu na kwiecień 2025 flota Batik Air składała się z 63 samolotów o średnim wieku 10,5 lat:
| Samolot         | Samolot | Samolot   | Liczba miejsc | Liczba miejsc | Liczba miejsc | Uwagi |
| Model           | Aktywne | Zamówione | B             | E             | Łącznie       | Uwagi |
| --------------- | ------- | --------- | ------------- | ------------- | ------------- | ----- |
| Airbus A320-200 | 47      | -         | 16            | 120           | 136           |       |
| Airbus A320-200 | 47      | -         | 12            | 144           | 156           |       |
| Airbus A320-200 | 47      | -         | 8             | 156           | 164           |       |
| Airbus A320neo  | 1       | -         | 12            | 144           | 156           |       |
| Airbus A330-300 | 1       | -         | 21            | 324           | 345           |       |
| Boeing 737-800  | 14      | -         | 12            | 150           | 162           |       |
| Łącznie         | 63      | 0         |               |               |               |       |